# Cirroteuthis muelleri
Cirroteuthis muelleri Eschricht, 1838 è stato il primo polpo cirrato, nonché il primo genere, descritto scientificamente nel 1836. Appartenente alla famiglia Cirroteuthidae, è strettamente imparentato con il genere Cirrothauma. Attualmente, questo genere include una sola specie riconosciuta, che vive nelle acque del Mar Glaciale Artico e nei bacini settentrionali dell'Atlantico e del Pacifico. Tuttavia, si ipotizza che altre specie possano esistere anche nell'emisfero australe.

## Descrizione
Cirroteuthis muelleri può raggiungere una lunghezza massima di 400 mm (di cui 170 mm rappresentano la lunghezza del mantello). Le affermazioni secondo cui questa specie possa arrivare a una lunghezza totale di 1,5 m sono errate; tali misurazioni riguardano in realtà esemplari non identificati del genere Cirrothauma, in passato erroneamente attribuiti a C. muelleri. Questo polpo presenta una colorazione bianca o viola pallido, mentre la parte interna delle braccia e le membrane interbrachiali sono di un viola brunastro.
La testa è dotata di occhi ben sviluppati, provvisti di cristallini. I becchi superiore e inferiore sono sottili e relativamente deboli. Il corpo è gelatinoso e fragile. Le braccia hanno lunghezze quasi identiche e sono collegate da una coppia di membrane traslucide che si estendono lungo i lati dorsale e ventrale, terminando in un piccolo nodo. Le prime 7-8 ventose sono a forma di coppa e montate su peduncoli spessi, con le ventose 2 e 3 che risultano le più grandi. Seguono circa 30 ventose più piccole, sorrette da peduncoli delicati. Tra le ventose si trovano cirri evidenti, lunghi fino a 19 mm. Questi cirri, simili a sottili filamenti carnosi, si dispongono lungo i lati della superficie orale delle braccia, raggiungendo la massima lunghezza nella zona centrale delle braccia. Né le ventose né i cirri si estendono fino alla punta delle braccia.
Le pinne, viste di lato, appaiono ellittiche, larghe e più lunghe della larghezza della testa. L'apertura del mantello è stretta e il sifone è lungo.

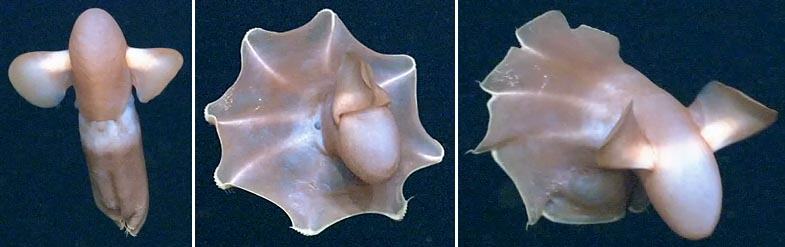
Varie vedute di C. muelleri da una spedizione di Census of Marine Life nel Bacino del Canada

## Distribuzione e habitat
Cirroteuthis muelleri è una specie che vive nelle profondità marine. Abita i freddi mari boreali del Mar Glaciale Artico, dell'Oceano Atlantico settentrionale e dell'Oceano Pacifico settentrionale. Nell'emisfero australe, almeno tre esemplari identificati come Cirroteuthis cf. muelleri sono stati catturati nelle acque di Nuova Zelanda e Australia; questi potrebbero rappresentare una nuova specie.
Cirroteuthis muelleri è una specie bentopelagica, il che significa che si trova a nuotare o a fluttuare entro i 10 metri sopra il fondale marino. Solitamente vive a profondità superiori ai 2000 metri. A queste profondità, la luce è praticamente assente, la temperatura si aggira intorno ai 4 °C, e l'osservazione è possibile solo tramite sommergibili, il che rende difficile raccogliere esemplari di questa specie. La sua ecologia e biologia sono poco conosciute, ma sembra essere piuttosto comune nei mari intorno alla Groenlandia.

## Biologia
In uno studio sui cefalopodi artici, sono stati catturati tre esemplari di Cirroteuthis muelleri, tutti femmine, vicino al fondale oceanico a una profondità compresa tra 3000 e 3300 metri. Si è scoperto che le uova, di grandi dimensioni, vengono deposte singolarmente sul fondo. L'analisi del contenuto stomacale di 18 esemplari ha rivelato che la dieta di C. muelleri è composta da piccoli crostacei (Calanoida, Mysidacea, Isopoda) e policheti (Polynoidae), tutte prede di piccole dimensioni, bentoniche o epibentoniche. I misidacei più grandi consumati erano lunghi circa 14,6 mm, mentre il polichete più grande misurava circa 24,3 mm.